# Station Maesteg Ewenny Road
Maesteg Ewenny Road is een spoorwegstation van National Rail in Bridgend in Wales. Het station is eigendom van Network Rail en wordt beheerd door Transport for Wales. 